# Зоряні завойовники
«Зоряні завойовники» (англ. The Star Conquerors) — науково-фантастичний роман американського письменника Бена Бова. Уперше вийшов 1959 року у видавництві John C. Winston Company.
Це один з тридцяти п’яти юнацьких творів, які включають збірку наукової фантастики від John C. Winston Company, романи з якої опубліковані в 1950-х роках для читачів хлопчиків-підлітків. Типовим головним героєм цих книг був хлопчик підліткового віку, який володів мистецтвом електроніки, хобі, яке було легко доступне читачам. У цій книзі, однак, головний герой — молодший офіцер, близько двадцяти років, який служить у Зоряній варті, міжзоряному флоті Теренської конфедерації.

## Сюжет
Протягом десяти років Терранська конфедерація перебуває у стані війни з рептиліями, які називаються сауріанцями, які контролюються невідомими Володарями. Це була програшна війна для терранів та їхніх союзників, і зараз скандіанська система зазнає нападу. Джеффрі (Джефф) Ноуленд, молодший офіцер Зоряної варти, повинен очолити бойову евакуацію планети Нортгольм. Йому це вдається, але координатор кордону, його батько Гіт Ноулленд, дорікає молодому офіцеру за те, що він втратив людей під час набігу.
Потребуючи відпочинку, Джефф вирушає на Землю, щоб представити правлячій Раді план свого батька щодо захисту Конфедерації. Війна йде не найкращим чином, і перспективи не виглядають хорошими: імперія Володарів поширюється на більшу частину галактики, тоді як Теранська конфедерація охоплює лише 200 світлових років.
Поки Рада обговорює план, який представив Джефф, саурійці атакують головний флот Зоряної вахти і перемагають його, вбиваючи батька Джеффа. Будучи шокованими, Рада погоджується з Планом Ноуленда, а також з нападом експедиційних сил Террани на космічний простір, щоб вивести сауріанців з рівноваги. Вирушаючи до Оріона, сили перемагають декілька саурійських флотів, знищуючи ворожі кораблі швидше, ніж вони втрачають свої. Вони підкорюють величезний простір, а потім прагнуть стати союзниками підкорених людей, яких вони знаходять. 
Після періоду відпочинку, ремонту та підкріплення Експедиційні сили знову вирушають в путь, пробиваючи собі дорогу протягом тисяч світлових років. Потім вони стикаються з гігантською силою, якою керують Володарі. Швидка і смілива атака змушує Володарів тікати, а людський флот розкидає нападників. Серед уламків ворожого корабля люди знаходять непорушний набір зіркових карт і використовують їх для визначення рідного світу Володарів.
Використовуючи нову систему астрогаміну, флот прямує безпосередньо до зоряного скупчення Володарів. Сауріанці там зовсім непідготовлені і легко програють. Потім Джефф протистоїть одному з Володарів у старовинному домашньому світі Володарів. Володар повідомляє Джеффу, що, вигравши війну, він тепер відповідає за імперію, яка включає вісімдесят мільярдів зіркових систем, а потім Володар зникає.

## Історія видань
- 1959, USA, John C. Winston Company (Winston Science Fiction #33), Дата публікації 2 листопада 1959,[1] тверда обкладинка (215 с.)[2]
- 1962, USA, Holt, Rinehart and Winston, Дата публікації листопад 1962, тверда обкладинка (215 с.)[2]
- 1966, Germany, Arthur Moewig Verlag (Terra Utopische Romane, Band #443), Дата публікації листопад 1966, Paperback Digest (66 с.), as Bezwinger der Galaxis (Conquer the Galaxy)[2]
- 2013, USA, ReAnimus Press, Дата публікації липень 2013, Softcover (196 с.),[1]

## Відгуки
Рецензент Kirkus Reviews (випуск Kirkus Reviews: 1 листопада 1959 року) зазначив про роман наступне:
|  | Фантастичний роман, який описує доісторичну та записану історію, насичена очевидними засобами війни, героями та незграбним діалогом. Інший випадок, коли концепція жодним чином не зрівняється з героями чи подіями. |